# Observatori Socioambiental de Menorca
L'Observatori Socioambiental de Menorca (OBSAM) és un programa permanent de l'Institut Menorquí d’Estudis (IME) al servei de la Reserva de Biosfera de Menorca creat l'any 1999. Actua com una oficina tècnica encarregada de recopilar, analitzar i divulgar informació social i ambiental rellevant per a Menorca. Vol ser també un element de contribució a l’observació del canvi global. Funciona com una xarxa d’entitats i persones interessades en obtenir i millorar indicadors fiables i realistes sobre els diversos temes que formen part de la preocupació a favor de la sostenibilitat, entesa aquesta com l’objectiu de fer possible el benestar humà sense malmetre els recursos naturals.